# Осунчаност
Директно Сунчево зрачење на хоризонталној површини назива се осунчаност или инсолација (постоји и шире значење: Сунчева радијација). То зрачење садржи највише од апсорбоване енергије у облику краткоталасног зрачења и светла. Само један део краткоталасног зрачења доспева до земљине површине, а преостали део енергије се рефлектује, расипа или је упија атмосфера.
Вредност инсолације се мења са експозицијом рељефа и са географском ширином, која је пропорционална косинусу географске ширине (Ламберов закон). По прорачунима С. И. Савинова вредност директног Сунчевог зрачења се смањује под утицајем облачности: на 60° с.ш. за 60%, а на 20° с.ш. где је облачност најмања за 42%. У нашим крајевима (45° с.ш) дневна сума директног Сунчевог зрачења пред летњи солстицијум већа је скоро 5 пута него пред зимски солстицијум, док је дневна сума овог зрачења пред јесењу равнодневницу за 48. cal већа од дневне суме пред пролећну равнодневницу. Топлотни или енергетски биланс земље је анализа Сунчевог зрачења и земљиног израчивања.
- Краткоталасно зрачење Сунца (0,3-3μ)/Qkv
  - Qkv= (S+D)-R
  - где је:
  - (S)- директно Сунчево зрачење
  - (D)- дифузно небеско зрачење
  - (R)- рефлективно зрачење
- Дуготаласно зрачење(3-50μ)/Qdv
  - Qdv= A-E-rA
  - где је:
  - (А)- зрачење атмосфере према земљи
  - (Е)- израчивање земље
  - (r)- рефлективно зрачење
- Укупни топлотни биланс
  - Qu=Qkv+Qdv
  - за атмосферу= -19%
  - за земљу= +19%

#### Инструменти за мерење
- Хелиограф- Уз помоћ хелиографа мери се трајање Сунчевог сјаја. Главни њихов део је масивна стаклена лопта са пречником од 9-12 cm, која служи као сабирно сочиво, у чијој се жижи концентришу Сунчеви зраци. Они прогарају хелиографске траке, које се налазе иза лопте у посебној металној шкољки и поклапају са жижом.
- Кембел-Стоксов хелиограф- називају га још и обичан хелиограф. Има следеће делове: стаклену лопту(1), иза које је на удаљености жиже причвршћена метална шкољка(2), која редставља део лоптасте површине. На њеној страни су три пара усека, у која се стављају одговарајуће хелиографске траке. На спољашњој страни шкољке је скала(3), учвршћена за постоље(4). Скала служи за постављање шкољке у положај који одговара географској ширини метеоролошке станице.
- Камбел-Стоксов хелиограф- погодан је за регистровање трајања Сунчевог сјаја само у средњим ширинама. Он се може употребити лети, у крајевима који леже северније од 55° с.ш., јер је тада Сунце на северној страни неба, па његови зраци не могу падати на хелиографску траку, увек окренути ка југу. Шкољка овог хелиографа је покретна и може се подесити тако да Сунчеви зраци увек падају на хелиографску траку, без обзира на његову висину и географску ширину. Хелиографске траке универзалног хелиографа имају једнаке дужине.
- Пиранометар- уређај који мери укупно Сунчево зрачење, које пада на неку водоравну плочу.
- Пирхелиометар- физички апарат за мерење износа енергије које Сунце дозрачи површини Земље.